# Haverskerque
Haverskerque (en néerlandais : Haverskerke) est une commune de France située dans le département du Nord (59), en région Hauts-de-France. Située en bordure de la Vieille Lys, Haverskerque est une commune en Flandre française limitrophe de l'Artois.

## Géographie

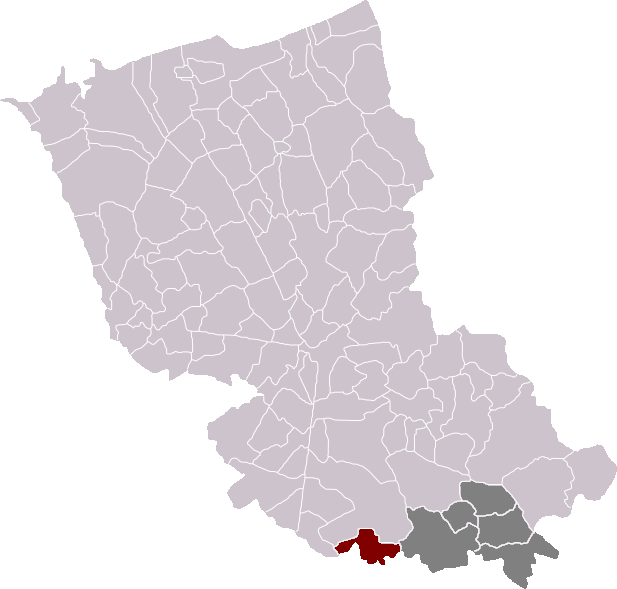
Haverskerque dans son canton et son arrondissement.

### Situation
Village situé dans la Flandre française.

### Communes limitrophes
|          | Morbecque    |              |
| Thiennes | Haverskerque | Merville     |
|          | Saint-Venant | Saint-Floris |

### Hydrographie

#### Réseau hydrographique
La commune est située dans le bassin Artois-Picardie. Elle est drainée par la Lys, la rivière de Busnes, la Vieille Lys Aval, la Vieille Lys de Saint-Venant, la rivière de Busnes, la rivière  la Vieille Lys, le Courant de l'île, le fossé de la Forêt et divers autres petits cours d'eau,.le ruisseau le berquigneul
La Lys, d'une longueur de 134 km en France, prend sa source dans la commune de Lisbourg, à l'altitude de 114,7 mètres, et se jette dans l'Escaut à Gand à 4,45 mètres d'altitude. 

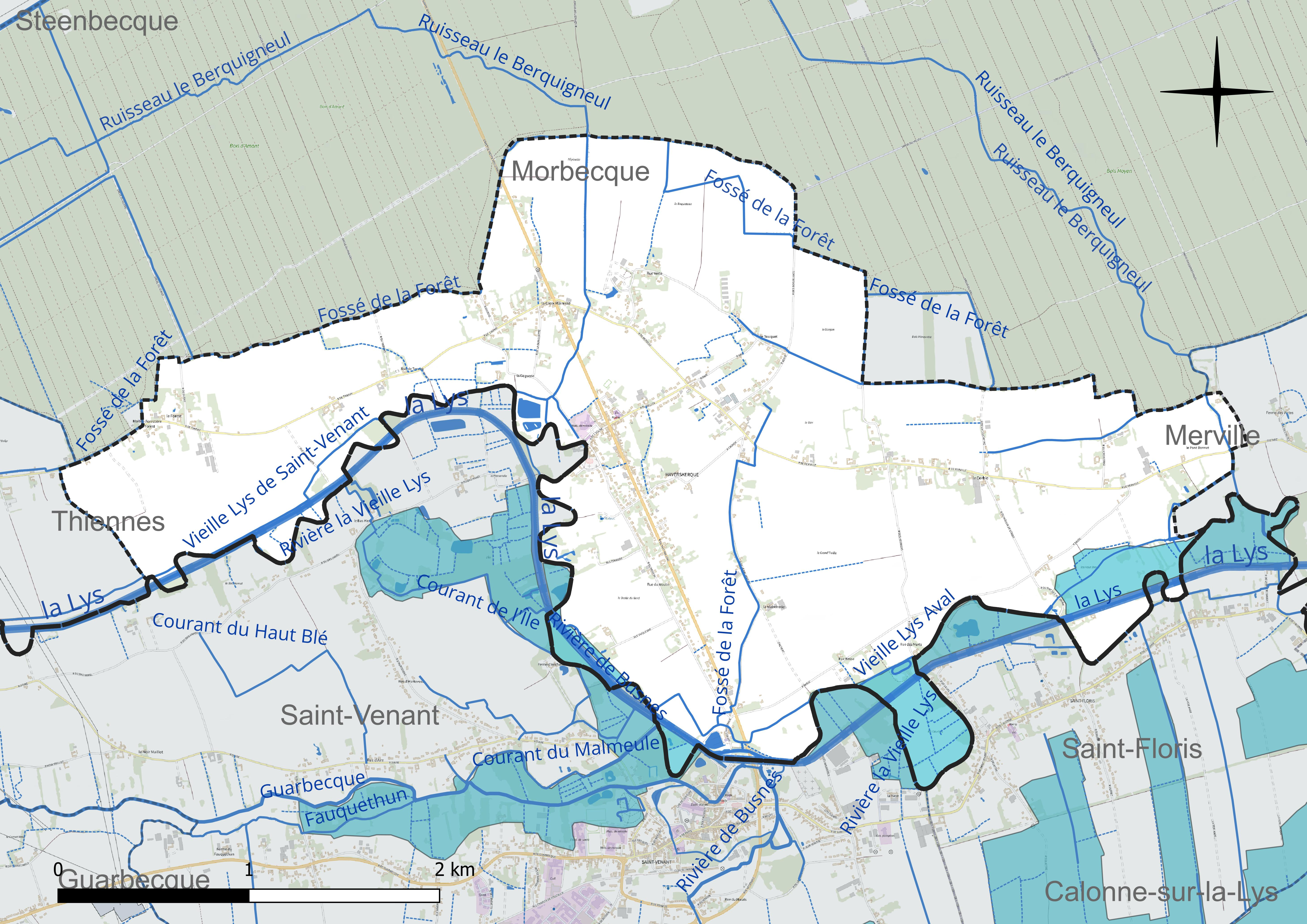
Réseau hydrographique d'Haverskerque.

La Guarbecque, d'une longueur de 12 km, prend sa source dans la commune de Norrent-Fontes et se jette  dans la Lys sur la commune, après avoir traversé six communes. 
La Rivière de Busnes, d'une longueur de 13 km, prend sa source dans la commune de Lillers et se jette  dans la Lys sur la commune, après avoir traversé cinq communes. 
La Vieille Lys Aval, d'une longueur de 11,4 km, prend sa source dans la commune  et se jette  dans la Lys à Merville, après avoir traversé quatre communes. 

#### Gestion et qualité des eaux
Le territoire communal est couvert par le schéma d'aménagement et de gestion des eaux (SAGE) « Lys ». Ce document de planification concerne un territoire de 1 835 km2 de superficie, délimité par le bassin versant de la Lys. Le périmètre a été arrêté le 29 mai 1995 et le SAGE proprement dit a été approuvé le 6 août 2010, puis révisé le 20 septembre 2019. La structure porteuse de l'élaboration et de la mise en œuvre est le syndicat mixte pour l'élaboration du SAGE de la Lys (SYMSAGEL). 
La qualité des cours d'eau peut être consultée sur un site dédié géré par les agences de l'eau et l'Agence française pour la biodiversité. 

### Climat
Pour des articles plus généraux, voir Climat des Hauts-de-France et Climat du Nord.
En 2010, le climat de la commune est de type climat océanique dégradé des plaines du Centre et du Nord, selon une étude du CNRS s'appuyant sur une série de données couvrant la période 1971-2000. En 2020, Météo-France publie une typologie des climats de la France métropolitaine dans laquelle la commune est exposée à un climat océanique et est dans la région climatique  Côtes de la Manche orientale, caractérisée par un faible ensoleillement (1 550 h/an) ; forte humidité de l'air (plus de 20 h/jour avec humidité relative > 80 % en hiver), vents forts fréquents. 
Pour la période 1971-2000, la température annuelle moyenne est de 10,7 °C, avec une amplitude thermique annuelle de 13,7 °C. Le cumul annuel moyen de précipitations est de 705 mm, avec 12,1 jours de précipitations en janvier et 8,3 jours en juillet. Pour la période 1991-2020, la température moyenne annuelle observée sur la station météorologique la plus proche, située sur la commune de Lillers à 10 km à vol d'oiseau, est de 11,1 °C et le cumul annuel moyen de précipitations est de 731,5 mm,. Pour l'avenir, les paramètres climatiques de la commune estimés pour 2050 selon différents scénarios d'émission de gaz à effet de serre sont consultables sur un site dédié publié par Météo-France en novembre 2022.

## Urbanisme

### Typologie
Au 1er janvier 2024, Haverskerque est catégorisée commune rurale à habitat dispersé, selon la nouvelle grille communale de densité à sept niveaux définie par l'Insee en 2022.
Elle appartient à l'unité urbaine de Béthune, une agglomération inter-départementale regroupant 94  communes, dont elle est une commune de la banlieue,,. La commune est en outre hors attraction des villes,.

### Occupation des sols
L'occupation des sols de la commune, telle qu'elle ressort de la base de données européenne d'occupation biophysique des sols Corine Land Cover (CLC), est marquée par l'importance des territoires agricoles (89,8 % en 2018), en diminution par rapport à 1990 (94,6 %). La répartition détaillée en 2018 est la suivante : 
terres arables (73,9 %), prairies (13,1 %), zones urbanisées (9,6 %), zones agricoles hétérogènes (2,8 %), forêts (0,6 %). L'évolution de l'occupation des sols de la commune et de ses infrastructures peut être observée sur les différentes représentations cartographiques du territoire : la carte de Cassini (XVIIIe siècle), la carte d'état-major (1820-1866) et les cartes ou photos aériennes de l'IGN pour la période actuelle (1950 à aujourd'hui).

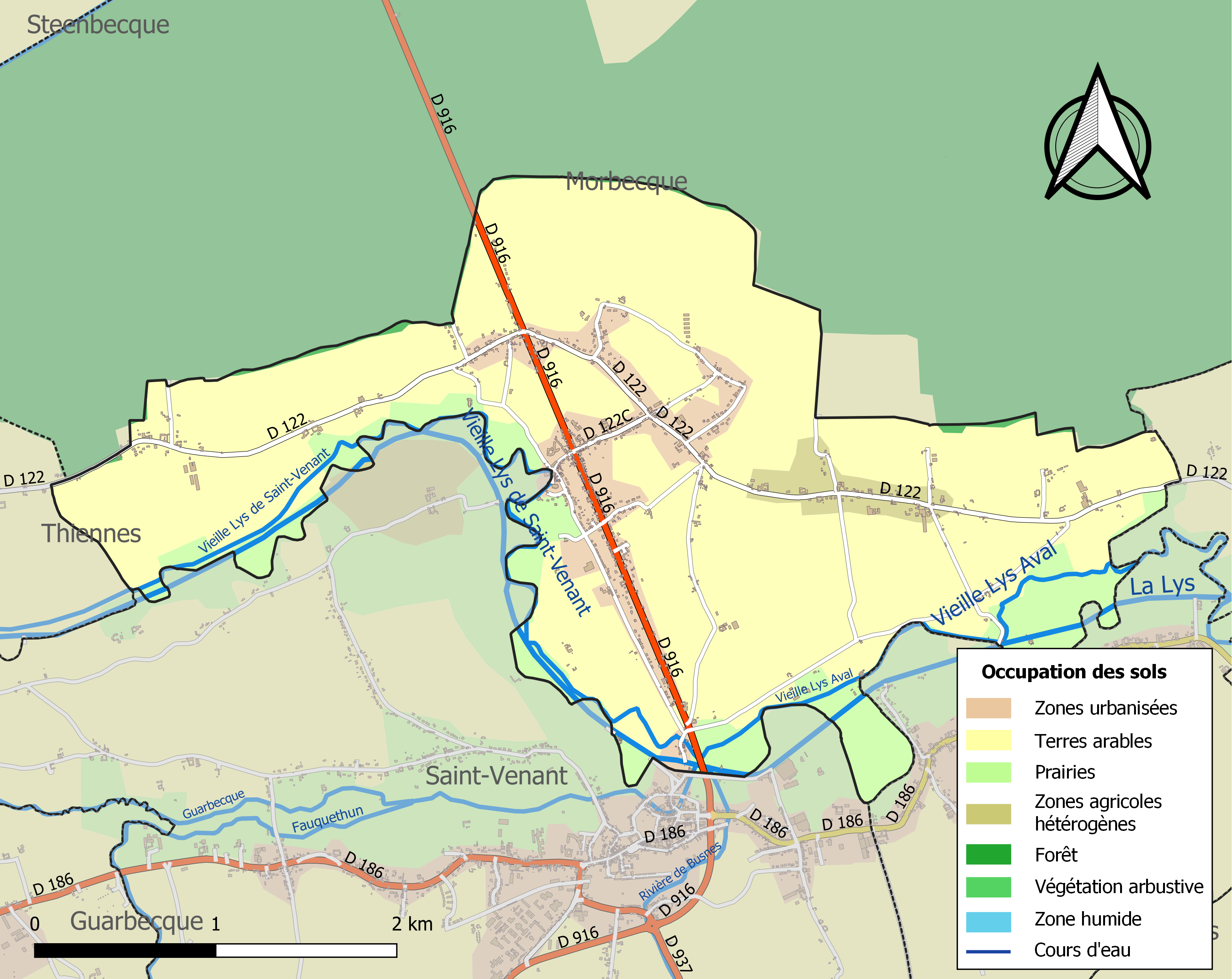
Carte des infrastructures et de l'occupation des sols de la commune en 2018 (CLC).

## Toponymie
Le nom de la localité est attesté sous les formes Havekerke vers 1140, Haviskerka en 1047, Haveskerke en 1139, Haveskerca en 1158, Hefskerka en 1202.
Il s'agit d'un type toponymique germanique (flamand) en -kerke « église », dont le premier élément Havers- représente vraisemblablement un nom de personne. En effet, les noms en -kerke, -kirch (-glise en domaine roman, calque du germanique), -crique (Normandie) sont généralement construits avec un anthroponyme germanique. Albert Dauzat propose le nom de personne Hawirih, sans certitude, qu'il croit également reconnaître dans Havrincourt (Pas-de-Calais, Haverencort en 1125), Ernest Nègre le nom de personne Abugo.
Maurits Gysseling propose, lui, Habuk, nom de personne germanique dérivé de haƀuka (« autour, rapace »).
Remarque : l'hypothèse de Dauzat basée sur le nom de personne Hawirih est contredite par le fait que le r du toponyme n'apparaît qu'en 1759. Celle d'Ernest Nègre repose sur le fait que le [b] après voyelle du germanique commun est passé en [v] en néerlandais et en anglais, alors qu'il est resté [b] en allemand (germanique *bebruz « castor » > allemand Biber, néerlandais bever), cependant rien n'atteste de l'absence du [h] initial, ni de l'existence d'un u et d'un [g], qui se serait, effectivement, régulièrement amuï. Les formes anciennes montrent clairement qu'il ne s'agit pas non plus du néerlandais haven « port » (le mot havre n'est pas attesté en français avant le XIIIe siècle et passe généralement pour un emprunt au néerlandais haven ou au vieux norrois hafn, altéré en hable, havre). En fin de compte, l'étymologie du premier élément, probablement un nom de personne, est obscure.

## Histoire

### Avant la Révolution française
Avant la Révolution française, la paroisse était incluse dans le diocèse de Thérouanne, puis à la disparition de celui-ci dans le diocèse de Saint-Omer.
Le village va donner son nom à plusieurs membres de la noblesse, qui seront seigneurs d'Haverskerque et de nombreux autres lieux.
Vers 1200, Gilbert de Haverskerque, seigneur du lieu, a eu un différend avec l'abbaye de Saint-Bertin de Saint-Omer. En 1220, Lambert, abbé de l'abbaye de Clairmarais, et Hugues, prévôt de l'abbaye de Watten, déclarent qu'à la demande d'Élisabeth, veuve du seigneur, ils lui ont pardonné ses agressions contre la ferme de Saint-Bertin au Bois, appartenant au monastère de Saint-Bertin. Le dit Gilbert a également eu des relations plus pacifiées avec l'abbaye : en 1211, Jean évêque de Thérouanne atteste que Gilbert de Haverskerque a donné en engagère (donner la possession) pour six ans à l'abbaye de Saint-Bertin de Saint-Omer moyennant cent marcs d'argent la dîme de Broxeele. En 1216, Adam évêque des Morins (de Thérouanne) déclare que l'abbaye a rétrocédé à Gillebert de Haverskercque la dîme de Broxeele qui avait été engagée au monastère.
En 1227, le pape Honorius III confirme à l'abbaye de Saint-Bertin le patronat des chapelles d'Heuchin et de Haverskerque.
En 1611, Haverskerque est une baronnie détenue par Nicolas de Montmorency (maison de Montmorency), vicomte d'Aire et baron de Haverskerque.
Le 31 juillet 1630, des lettres de Madrid érigent la terre et seigneurie de Robecque (Robecq) en principauté au bénéfice de Jean de Montmorency (Maison de Montmorency), père de Nicolas mort jeune et inhumé au couvent des récollets d'Estaires, en y incorporant la ville et vicomté d'Aire (Aire-sur-la-Lys), les villages de Blessy, Blesselles, Saint-Quentin, Glomenghen, Famechon. Jean de Montmorency est ainsi prince de Robecq, marquis de Morbecque, comte d'Estaires, vicomte d'Aire, baron d'Haverskerque et des Wastines, seigneur de Robecq et de Bersée.

#### Famille de Haverskerque
- Vers 1096, Raoul d'Haverskerque épouse Catherine, dame d'Estaires et de la motte de La Gorgue, fille de Jean de Roubaix et de Liévine d'Herzeele et d'Oudenhove[34].
- Vers 1200, Gilbert d'Haverskerque, seigneur du lieu est marié à Élisabeth. Il est connu pour ses relations heurtées avec l'abbaye Saint-Bertin de Saint-Omer. Il meurt entre 1216 et 1220.
- En 1223, le chevalier B. de Haverskerque est remarqué dans les textes. En 1223, l'abbé de l'abbaye Saint-Aubert de Cambrai et le chanoine de cette ville, maître Jean de Hermes (Hérinnes?), nommés arbitres, condamnent les actes de violence commis à Calonne-sur-la-Lys par le chevalier B. de Haverskerque (sans doute Boidin ou Baudouin de Haverskerque) au préjudice de l'église d'Ypres[35]. En 1229, le chevalier Baudouin de Haverskerque renonce au profit de l'abbaye à ses prétentions sur la chapelle de Haverskerque, à la réparation d'une écluse auprès de son vivier de Lederzeele, etc[36]. En 1230, B. de Haverskerque est bailli de Bailleul et de Neuve-Église[37]. En 1231, Boidin de Haverskerque est bailli de Guillaume, seigneur de Dampierre (sans doute Guillaume II de Dampierre, père du comte de Flandre Gui de Dampierre)[38].
- En 1241, Pierre, évêque de Thérouanne,ou évêque de la Morinie, déclare que Mathilde, veuve de Gillard d'Haverskerque, chevalier, a cédé à l'abbaye de Watten, sa part dans la dîme de Volckerinckhove[39].
- En 1276, le chevalier Gilles de Haverskerque vend au chapitre de Thérouanne sa dîme de Kienville (Hondeghem), vente approuvée entre autres par son frère Jean de Haverskerque, par Wulfric d'Ostinghesele (peut-être Ochtezeele), et par Gui, comte de Flandre[40].
- En 1292, le chevalier Jean de Haverskerque fonde dans l'abbaye de Watten, une chapelle qu'il dote de vingt livres parisis par an, à charge de faire célébrer un certain nombre de messes pour son âme, pour celle de sa femme et celle de ses enfants[41]. Le 27 juillet 1296, Jean, chevalier, seigneur de Haverskerque, cède à Robert, futur Robert III de Flandre, fils aîné du comte de Flandre, Gui de Dampierre, des terres situées en partie sur Estaires, et l'usage du bois d'Estaires, avec le droit de pâtures et le droit d'y couper tous les trois ans ce qu'il faut pour enfermer sa motte et sa tour à La Gorgue[42].
- En 1298, Gilles de Haverskerque est seigneur de Watten. Dans la guerre qui opposa le comte de Flandre Gui de Dampierre au roi de France Philippe IV le Bel, il suit le parti du roi, qui est vainqueur, et en est récompensé en recevant les terres possédées par le comte et confisquées (cette confiscation ne fut sans doute que temporaire, même si la donation est confirmée par le roi en 1299) dans différents villages de Flandre maritime[43]. En 1299, le roi ou son représentant en Flandre Raoul II de Clermont-Nesle confirment également une donation faite au chevalier Jean de Haverskerque, sans doute le même que celui cité en 1292, ayant du fait de son soutien au roi connu des pertes de 600 livres parisis, et au chevalier Baudouin de Haverskerque pour l'indemniser de ses pertes estimées à 780 livres parisis, donation consistant pour les deux à une somme à prélever sur les recettes de Bergues)[43].
- En 1303, Philippe, seigneur d'Haverskerque, d'Estaires et de la Motte de La Gorgue, épouse Adèle, fille de Charles, maréchal héréditaire de Flandre[42].
- En 1303, Walter de Hondschoote, seigneur de Houtkerque, et Jean de Haverskerque, seigneur de Hondschoote, vendent à Gilles Ier Aycelin de Montaigut, archevêque de Narbonne pour la somme de 3000 livres, une rente de 300 livres sur le Trésor de France[44].
- En 1323, Jean de Haverskercke, seigneur de Warenne et Godefroid de Sombresse, ont représenté Robert de Cassel, lors des conventions matrimoniales prévues pour le mariage de Robert avec Jeanne de Bretagne, fille d'Arthur II, duc de Bretagne[45].
- En 1333, Jean de Haverskerque, seigneur de Watten, restitue à l'abbaye Saint-Bertin de Saint-Omer, la possession d'un certain nombre de masures dont son père s'était jadis emparé au détriment des religieux[46].
- En 1334, Philippe, roi des français (Philippe VI de Valois) approuve l'accord conclu au sujet du procès existant entre le comte de Flandre, (Louis Ier de Flandre), et les habitants d'Ardres à propos du tonlieu de Bapaume et en remet la décision à Philippe de Haverskerque et à maître Jean Chauwyas. Ces deux arbitres vont condamner en 1336 la communauté de la ville d'Ardres à payer, conformément aux usages, le droit de péage de Bapaume[47].
- Un Messire Louis de Haverskerque est cité à plusieurs reprises entre 1473 et 1511 parmi les principaux dirigeants communaux (le magistrat) de Bergues, soit poortmestre ou chef des bourgeois, soit chef de la Loi[48].
- Le 20 octobre 1632, sont données à Madrid des lettres érigeant en baronnie la terre et seigneurie de Winghem au profit de Jean de Haverskerque, chevalier, seigneur de Winghem, Sedelgem, chef de nom et d'armes de la noble et ancienne maison de Haverskerque, toujours fidèle au roi et qui a rendu de grands services[49].

### Depuis la Révolution française
En 1803, Saint-Floris-Flandre, actuel hameau de Le Corbie est rattachée à Haverskerque, l'actuel territoire de Saint-Floris étant à l'époque dénommée Saint-Floris-Artois, les deux étaient séparées par la Lys et reliées par un bac.
La commune a été détruite pendant 1914-1918.
Un accord est mis au point pour l'établissement du projet de réalisation du verger communal sur une partie de l'ancien terrain de football, la commune ne pouvant pas prendre en charge le coût financier trop important de remise en état du terrain prévu dans le projet de création d'une équipe de football.
Demande de remplacement de matériels pour l'activité « Baby gym »

## Héraldique
|  | Les armes de Haverskerque se blasonnent ainsi :"D'or à la fasce de gueules." |

## Politique et administration
| Période           | Période           | Identité               | Étiquette      | Qualité           |
| ----------------- | ----------------- | ---------------------- | -------------- | ----------------- |
| An I              | 1792              | François Garbe         |                |                   |
| 6 février 1801    | 25 septembre 1815 | Antoine Carpentier     |                |                   |
| 25 septembre 1815 | 13 janvier 1830   | François Duriez        |                |                   |
| 13 janvier 1830   | 12 octobre 1830   | Jean-Baptiste Delassus |                |                   |
| 12 octobre 1830   | 20 décembre 1834  | Jean-Baptiste Lotte    |                |                   |
| 20 décembre 1834  | 11 janvier 1847   | David Pruvost          |                |                   |
| 11 janvier 1847   | 2 mai 1859        | Jean-François D'Hem    |                |                   |
| 2 mai 1859        | 7 octobre 1865    | François Dequirez      |                |                   |
| 7 octobre 1865    | 8 août 1901       | Louis Delassus         |                |                   |
| 8 août 1901       | 17 mai 1908       | Etienne Pruvost        |                |                   |
| 17 mai 1908       | 1er janvier 1918  | Amédée D'Hem           |                |                   |
| 1er janvier 1918  | 6 décembre 1919   | Paul Blondel           |                |                   |
| 6 décembre 1919   | 22 février 1923   | Augustin Delbecque     |                |                   |
| 22 février 1923   | 4 septembre 1964  | Augustin Vandaele      |                |                   |
| 4 septembre 1964  | 14 mars 1971      | Louis Martel           |                |                   |
| 14 mars 1971      | 18 mars 1989      | Albert Gravelaine      |                |                   |
| 19 mars 1989      | mars 2014         | Hubert Bouquet         |                |                   |
| 2014              | Avril 2016        | Jean-Michel Gallois    | DVG            | Démissionnaire    |
| Avril 2016        | Juillet 2016      | Brigitte Delannoy      |                | Maire par intérim |
| Juillet 2016      | 24 Mai 2020       | Jean-Michel Laroye     |                |                   |
| 24 Mai 2020       | 2026              | Jocelyne Durut         | Sans étiquette | Retraitée         |

## Population et société

### Démographie

#### Évolution démographique
L'évolution du nombre d'habitants est connue à travers les recensements de la population effectués dans la commune depuis 1793. Pour les communes de moins de 10 000 habitants, une enquête de recensement portant sur toute la population est réalisée tous les cinq ans, les populations de référence des années intermédiaires étant quant à elles estimées par interpolation ou extrapolation. Pour la commune, le premier recensement exhaustif entrant dans le cadre du nouveau dispositif a été réalisé en 2005.

En 2022, la commune comptait 1 385 habitants, en évolution de −3,89 % par rapport à 2016 (Nord : +0,51 %, France hors Mayotte : +2,11 %).
| 1793  | 1800  | 1806  | 1821  | 1831  | 1836  | 1841  | 1846  | 1851  |
| ----- | ----- | ----- | ----- | ----- | ----- | ----- | ----- | ----- |
| 1 260 | 1 260 | 1 366 | 1 428 | 1 864 | 1 933 | 2 018 | 1 630 | 1 563 |

| 1856  | 1861  | 1866  | 1872  | 1876  | 1881  | 1886  | 1891  | 1896  |
| ----- | ----- | ----- | ----- | ----- | ----- | ----- | ----- | ----- |
| 1 593 | 1 594 | 1 607 | 1 633 | 1 613 | 1 607 | 1 642 | 1 576 | 1 561 |

| 1901  | 1906  | 1911  | 1921  | 1926  | 1931  | 1936  | 1946  | 1954  |
| ----- | ----- | ----- | ----- | ----- | ----- | ----- | ----- | ----- |
| 1 554 | 1 533 | 1 433 | 1 248 | 1 129 | 1 113 | 1 141 | 1 211 | 1 208 |

| 1962  | 1968  | 1975  | 1982  | 1990  | 1999  | 2005  | 2006  | 2010  |
| ----- | ----- | ----- | ----- | ----- | ----- | ----- | ----- | ----- |
| 1 207 | 1 165 | 1 160 | 1 193 | 1 330 | 1 432 | 1 483 | 1 481 | 1 472 |

| 2015  | 2020  | 2022  | - | - | - | - | - | - |
| ----- | ----- | ----- | - | - | - | - | - | - |
| 1 459 | 1 408 | 1 385 | - | - | - | - | - | - |

#### Pyramide des âges
En 2018, le taux de personnes d'un âge inférieur à 30 ans s'élève à 31,5 %, soit en dessous de la moyenne départementale (39,5 %). À l'inverse, le taux de personnes d'âge supérieur à 60 ans est de 29,6 % la même année, alors qu'il est de 22,5 % au niveau départemental.
En 2018, la commune comptait 683 hommes pour 736 femmes, soit un taux de 51,87 % de femmes, légèrement supérieur au taux départemental (51,77 %).
Les pyramides des âges de la commune et du département s'établissent comme suit.
| Hommes | Classe d’âge | Femmes |
| ------ | ------------ | ------ |
| 0,6    | 90 ou +      | 2,8    |
| 6,2    | 75-89 ans    | 10,4   |
| 19,2   | 60-74 ans    | 19,7   |
| 22,1   | 45-59 ans    | 20,4   |
| 18,1   | 30-44 ans    | 17,3   |
| 16,7   | 15-29 ans    | 13,1   |
| 17,1   | 0-14 ans     | 16,3   |

| Hommes | Classe d’âge | Femmes |
| ------ | ------------ | ------ |
| 0,5    | 90 ou +      | 1,4    |
| 5,3    | 75-89 ans    | 8,1    |
| 14,8   | 60-74 ans    | 16,2   |
| 19,1   | 45-59 ans    | 18,4   |
| 19,5   | 30-44 ans    | 18,7   |
| 20,7   | 15-29 ans    | 19,1   |
| 20,2   | 0-14 ans     | 18     |

## Lieux et monuments
- L'église St Vincent d'Haverskerque est une hallekerque à trois nefs, de style gothique. Le cartulaire des Flandres mentionne son existence dès le début du XIIe siècle (1119). Le monument a été rénové en 2015-2016.
- Créé en mars 1918 par les forces du Commonwealth, le cimetière Anglais « Haverskerque British Cemetery » contient les tombes de 89 soldats et aviateurs britanniques tombés lors de l'offensive alliée d'avril 1918.
- Une "fête de la tomate et des légumes anciens" est organisée chaque année le deuxième dimanche de septembre par l'association "Des Paysages, des Jardins et des Hommes". La dernière s'est tenue le dimanche 8 septembre 2013

Le cimetière anglais :
Créé en mars 1918 par le Commonwealth War Graves Commission, le Cimetière Anglais contient les tombes de 89 soldats et aviateurs britanniques tombés lors de l'offensive alliée d'avril 1918 et celle d'un aviateur allemand.
Il contient aussi les tombes de la Seconde Guerre Mondiale : 40 soldats britanniques tombés essentiellement au cours de l'invasion allemande de mai 1940 en défendant le passage de la Lys.....notamment le lieutenant colonel Harrison, du 1er bataillon des Welch Fusiliers, et les hommes de son bataillon, les Welchmen, sacrifiés le 27 mai 1940 au cours du repli des alliés vers Dunkerque.
On y trouve aussi les tombes de 5 aviateurs de la Royal Air Force et 2 aviateurs canadiens.
Le terrain de ce cimetière a été cédé gratuitement par la Nation Française pour aménager un lieu de sépulture perpétuelle aux héros des armées alliées de 14/18 et 39/45 tombés en ces lieux. La commune a honoré la mémoire du Lieutenant Colonel Harrison en baptisant de son nom la rue qui mène au dit cimetière.
La passerelle de la Fosse Bourdon:
L'édifice de fer a pris récemment une belle couleur rouge qui la met en valeur dans l'environnement verdoyant des berges de la Lys qu'elle relie, toute pimpante, aérienne et légère, sa nouvelle infrastructure terrestre habillée de bois s'intégrant parfaitement au paysage...
Située au bout d'un sentier agreste partant de l'église St Vincent et longeant l'antique rivière, la passerelle de la Fosse Bourdon qui enjambe la Lys canalisée, permet aux promeneurs de rallier Haverskerque au Bas Hamel, sis sur la commune de St Venant.
C'est il y a un peu moins d'un siècle que cette passerelle a été construite pour remplacer l'ancien bac qui permettait aux habitants d'Haverskerque et de St Venant de franchir la Lys, véritable frontière naturelle entre les départements du Nord et du Pas de Calais.
C'est en effet en mai 1909 que Gaston Colson demande la construction d'une passerelle à la suite d'accidents tragiques survenus lors de traversées en bac. En octobre 1911, la commune d'Haverskerque contracte l'emprunt nécessaire (1500Fr) et en 1913, une première passerelle est enfin édifiée avec un accès en plan incliné.
Lors de la débâcle de 1944, elle est dynamitée par les Allemands puis reconstruite en 1946 sur ses anciennes fondations avec les éléments d'un pont de voie ferrée : on accède cette fois au tablier surplombant la Lys canalisée par un escalier.
La base nautique :
Située sur la Lys, la base nautique vous invite, sur le site du port de plaisance Flandre Lys à Haverskerque, à explorer les loisirs nautiques et de multiples activités sportives dans un cadre champêtre.

## Personnalités liées à la commune
- Nicolas de Montmorency (Maison de Montmorency) est baron d'Haverskerque en 1611[32].
- Le 31 juillet 1630, des lettres de Madrid érigent la terre et seigneurie de Robecque (Robecq) en principauté au bénéfice de Jean de Montmorency (Maison de Montmorency), père de Nicolas mort jeune et inhumé au couvent des récollets d'Estaires, en y incorporant la ville et vicomté d'Aire (Aire-sur-la-Lys), les villages de Blessy, Blesselles, Saint-Quentin, Glomenghen, Famechon. Jean de Montmorency est ainsi prince de Robecq, marquis de Morbecque, comte d'Estaires, vicomte d'Aire, baron d'Haverskerque et des Wastines, seigneur de Robecq et de Bersée[33].
- Antoine Perel, né en 1986 à Haverskerque, médaille d'or, à Colorado Springs, aux États-Unis, le 7 août 2005, pour un saut en longueur de 6,50 m améliorant le record du monde de 4 cm. Sur le sol de la salle des Fêtes pavoisée aux couleurs nationales, une bande adhésive de 6,50 m matérialise le saut prodigieux d'Antoine pour que chacun réalise mieux l'exploit du champion du monde.
- Candice Patou née en 1947, épouse de Robert Hossein.

## Pour approfondir